# Stanisław Dąbrowiecki

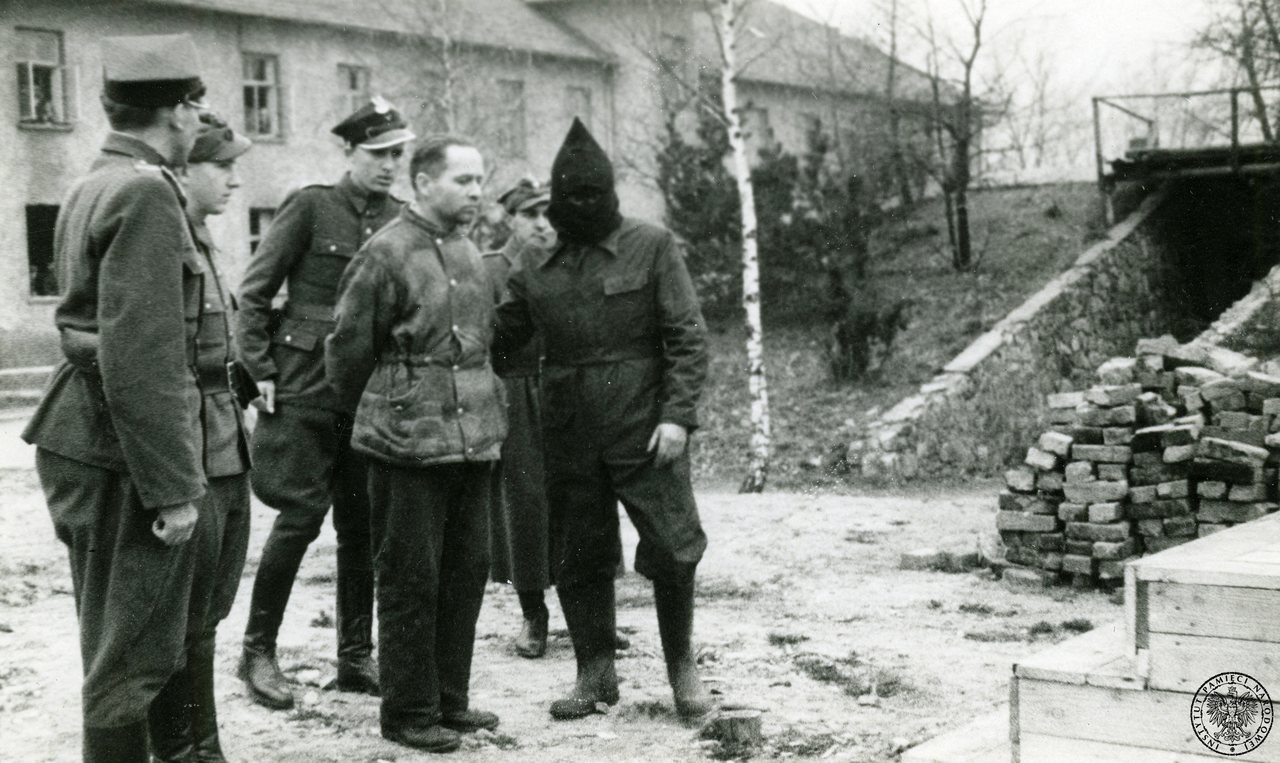
Zdjęcie z egzekucji Rudolfa Hoessa w dniu 16 kwietnia 1947 roku. Foto: Stanisław Dąbrowiecki

Stanisław Dąbrowiecki (ur. 4 sierpnia 1920 w Krakowie, zm. 1983 w Komorowie) – polski artysta fotograf. Fotoreporter Centralnej Agencji Fotograficznej. Członek Związku Polskich Artystów Fotografików.

## Życiorys
Stanisław Dąbrowiecki w czasie II wojny światowej był fotoreporterem Czołówki Filmowej Wojska Polskiego, utworzonej przy 1 Dywizji Piechoty im. Tadeusza Kościuszki w 1943 roku – na terenie Związku Radzieckiego.
16 kwietnia 1947 roku był jednym z dwóch fotoreporterów dokumentujących egzekucję Rudolfa Hoessa (komendanta obozu Auschwitz-Birkenau) odbywającą się na terenie obozu w Oświęcimiu. Po egzekucji negatyw z aparatu Stanisława Dąbrowieckiego został skonfiskowany przez funkcjonariuszy Ministerstwa Bezpieczeństwa Publicznego, następnie zaginął – przechowywany w Ministerstwie Sprawiedliwości. Z egzekucji zachowało się tylko 11 zdjęć (powiększeń).
Po wojnie Stanisław Dąbrowiecki był wieloletnim fotografem Przedsiębiorstwa Państwowego Film Polski oraz wieloletnim fotoreporterem Centralnej Agencji Fotograficznej. W 1978 roku został przyjęty w poczet członków Związku Polskich Artystów Fotografików. Stanisław Dąbrowiecki jest jednym z autorów zdjęć do albumu Na nowo. Warszawiacy 1945–1955, wydanego przez warszawski Dom Spotkań z Historią, w 2016 roku.
Fotografie Stanisława Dąbrowieckiego znajdują się w zbiorach Polskiej Agencji Prasowej.

## Publikacje (albumy)
- „Na nowo. Warszawiacy 1945–1955” (Wydawnictwo DSH 2016); ISBN 978-83-62020-76-8[6].